# Natatolana neglecta
Natatolana neglecta es una especie de crustáceo isópodo marino de la familia Cirolanidae.

## Distribución geográfica
Se distribuye por las aguas someras del océano Atlántico nororiental y el mar Mediterráneo.